# Municipio de Hector (Pensilvania)
El municipio de Hector (en inglés: Hector Township) es un municipio ubicado en el condado de Potter en el estado estadounidense de Pensilvania. En el año 2000 tenía una población de 453 habitantes y una densidad poblacional de 4 personas por km².

## Geografía
El municipio de Hector se encuentra ubicado en las coordenadas 41°50′00″N 77°36′59″O / 41.83333, -77.61639.

## Demografía
Según la Oficina del Censo en 2000 los ingresos medios por hogar en la localidad eran de $28,906 y los ingresos medios por familia eran $34,167. Los hombres tenían unos ingresos medios de $25,000 frente a los $18,125 para las mujeres. La renta per cápita para la localidad era de $11,408. Alrededor del 26,2% de la población estaban por debajo del umbral de pobreza.